# Reina Claudia McLaughlin
Reina Claudia McLaughlin sinónimo: McLaughlin es una variedad cultivar de ciruelo (Prunus domestica), de las denominadas ciruelas europeas,
una variedad de ciruela obtenida por James McLaughlin de Bangor, Maine 1840. Las frutas tienen un tamaño de medio a grande, color de piel amarillo verdoso, ruborizado y moteado de rojo, cubierto de espesa pruina, y pulpa de color amarillo claro, textura jugosa, y sabor dulce, suave y agradable, muy bueno.

## Sinonimia
- "McLaughlin plum",
- "McLaughlin Gage",
- "McLaughlin's Gage Plum",[2]
- "MacLanglin",
- "Prune McLaughlin".[4]

## Historia
La variedad 'McLaughlin' fue obtenida por James McLaughlin de Bangor, Maine, fructificando por primera vez alrededor de 1840. Se discute el origen de la variedad, pero nadie duda de que contiene claro parentesco con 'Reine Claude', aunque el árbol es demasiado vigoroso para haber sido criado desde el propio 'Reine Claude'. A juzgar por los caracteres del árbol, puede haber surgido del 'Washington Gage' o del 'Imperial Gage' polinizado por el 'Reine Claude'. La "American Pomological Society", lo agregó en 1853 a la lista de ciruelas recomendadas.
Ha sido descrita por : 1. Horticulturist 1:195 fig. 54. 1846. 2. Cole Am. Fr. Book 209 fig. 1849. 3. Thomas Am. Fruit Cult. 332. 1849. 4. Mag. Hort. 16:456, 457 fig. 28. 1850. 5. Hovey Fr. Am. 2:47, Pl. 1851.  6. Am. Pom. Soc. Rpt. 36, 55. 1852. 7. Am. Pom. Soc. Cat. 231. 1854. 8. Cultivator 6:52 fig. 1858. 9. Flor. & Pom. 200. 1870. 10. Mas Le Verger 6:137, fig. 69. 1866-73.  11. Am. Gard. 14:299 fig. 1893. 12. Gaucher Pom. Prak. Obst. 97, Col. Pl. 95. 1894. 13. Cornell Sta. Bul. 131:189. 1897. 14. Mich. Sta. Bul. 169:242, 246. 1899.  15. Waugh Plum Cult. 115, 116 fig. 1901. 16. Va. Sta. Bul. 134:43. 1902. 17. Mass. Sta. An. Rpt. 17:159. 1905.
'McLaughlin' está cultivada en diversos bancos de germoplasma de cultivos vivos, tales como en National Fruit Collection (Colección Nacional de Fruta) de Reino Unido con el número de accesión: 1941-032 y Nombre Accesión : McLaughlin.

## Características
'Reina Claudia McLaughlin' árbol de tamaño mediano, de vigor variable, extenso, de copa abierta, resistente, de una productividad media a alta. Las flores deben aclararse para que los frutos alcancen un calibre más grueso. Tiene un tiempo de floración que comienza a partir del 12 de abril con el 10% de floración, para el 16 de abril tiene una floración completa (80%), y para el 26 de abril tiene un 90% de caída de pétalos.
'Reina Claudia McLaughlin' tiene una talla de fruto de tamaño medio a grande, de forma redondeado-ovalado, comprimidos, mitades iguales, con la sutura poco profunda, indistinta, y el ápice aplanado o deprimido; epidermis tiene una piel dura, ligeramente adherida, de color amarillo verdoso, ruborizado y moteado de rojo, cubierto de espesa pruina, con puntos lenticelares numerosos, pequeños, de color claro; Pedúnculo corto, grueso o semi grueso, muy pubescente, ubicado en una cavidad del pedúnculo estrecha y profundidad poco profunda, abrupta;pulpa de color amarillo claro, textura jugosa, y sabor dulce, suave y agradable, muy bueno.
Hueso adherido, de óvalo ancho irregular, muy roma en la base y el ápice, muy arrugada y profundamente picada, con la sutura ventral estrecha, claramente surcada, alada, y la sutura dorsal ancha y profundamente acanalada.
Su tiempo de recogida de cosecha se inicia a mediados de agosto.

## Usos
La ciruela 'Mclaughlin' se comen crudas de fruta fresca en mesa, y en macedonias de frutas.

## Enfermedades y plagas
Plagas específicas:
Pulgones, Cochinilla parda, aves Camachuelos, Orugas, Araña roja de árboles frutales, Polillas minadoras de hojas, Pulgón enrollador de hojas de ciruelo.
Enfermedades específicas:
Hoja de plata, cancro bacteriano, marchitez de flores y frutos por podredumbre parda.